# Educational Broadcasting System
Hệ thống Phát thanh Giáo dục Hàn Quốc (Tiếng Hàn: 한국교육방송공사, Tiếng Anh: Educational Broadcasting System, EBS) là một đài truyền hình và đài phát thanh hướng đến giáo dục của Hàn Quốc và là mạng lưới phát thanh và truyền hình lớn duy nhất của Hàn Quốc mà không có dịch vụ khu vực riêng biệt. Được thành lập như KBS 3 của mạng KBS, đài truyền hình lớn nhất Hàn Quốc Trung tâm hoạt hình Seoul và Đài phát thanh giáo dục KBS vào những năm 1980 và trở thành một tập đoàn độc lập vào năm 1990. EBS cố gắng bổ sung giáo dục học đường và thúc đẩy nền giáo dục Hàn Quốc.
Các đối tác chính của mạng này là PBS ở Hoa Kỳ, CBBC, BBC Two và BBC Four ở Anh.

## Lịch sử
Kênh ban đầu được KBS ra mắt vào ngày 2 tháng 2 năm 1981 với tên gọi KBS3 và tất cả các chương trình truyền hình giáo dục được phát trước đó trên các kênh KBS khác đã được chuyển đến đó.
Năm 1990, mảng phát sóng giáo dục được tách ra khỏi KBS, phát triển thành EBS.

## Kênh truyền hình chính
- EBS 1TV — Kênh mặt đất chính của EBS dành cho phim tài liệu, chương trình mầm non và tuổi trẻ cao cấp. (Kênh 10.1)
- EBS 2TV — Kênh mặt đất thứ hai của EBS. (Kênh 10.2)
- EBS FM — Kênh radio của EBS, đài tập trung chủ yếu vào việc học ngôn ngữ. Các bài kiểm tra nghe hiểu CSAT thực tế được phát trên đài này hàng năm lúc 8:40 sáng và 1:10 chiều vào ngày CSAT.
- EBS Plus 1 — Kênh tập trung rất nhiều vào CSAT và cung cấp chương trình để bổ sung và khuếch đại giáo dục trong trường của học sinh.
- EBS Plus 2 — Trọng tâm chính của kênh này là học tập "trọn đời", với các chương trình khác nhau dành cho người xem trẻ và lớn tuổi.
- EBS English — Đây là kênh giáo dục tiếng Anh của đài, bao gồm trẻ em từ mẫu giáo đến lớp 12.
- EBSuHD (DMB) — Kênh dành cho trẻ em của EBS; trước đây là một mô phỏng của EBS Plus 1.
- EBS America — Kênh truyền hình của đài tại Hoa Kỳ.

Các chương trình của đài xoay quanh văn hóa Hàn Quốc, giáo dục ngôn ngữ và chương trình thiếu nhi.

## Logo

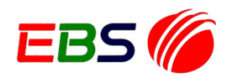
Logo EBS đầu tiên (tháng 12 năm 1990 đến tháng 7 năm 1995)
Logo EBS thứ hai (tháng 7 năm 1995 đến tháng 7 năm 2001)
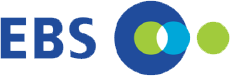
Logo EBS thứ ba (tháng 7 năm 2001 đến tháng 3 năm 2004)
Logo EBS thứ tư và hiện tại (tháng 3 năm 2004 đến nay)